# Девушка с жемчужной серёжкой (картина)
«Девушка с жемчужной серёжкой» (нидерл. Het meisje met de parel) — одна из наиболее известных картин нидерландского художника Яна Вермеера. Её часто называют северной или голландской Моной Лизой.
Картина подписана «IVMeer», но не датирована. Согласно данным музея Маурицхёйс, где картина хранится в настоящее время, она была написана около 1665 года. О ней известно очень мало. Неизвестно, писал ли её Вермеер на заказ, кто в таком случае был заказчиком и имя изображённой девушки. По одной из версий, художник изобразил собственную дочь Марию. В любом случае очевидно, что это необычный портрет. Художник попытался запечатлеть момент, когда девушка поворачивает голову в сторону зрителя к кому-то, кого она только что заметила. В соответствии с названием внимание зрителя фокусируется на жемчужной серёжке в ухе девушки. В настоящее время ряд исследователей ставит под сомнение, что на картине изображена жемчужная серёжка. Для натурального жемчуга размер слишком велик, это может быть фальшивый жемчуг из венецианского стекла или перламутра. Кроме того, не видно петли или подвески, за которую «жемчужина» крепится к уху. Яркий белый блик вверху «серёжки» может быть деформацией при одной из реставраций картины.
В современных Вермееру описаниях картину относят к жанру, называемому в Голландии XVII века «трони», которым обозначали изображения головы человека, а не полноценные портреты. В ходе реставрации картины в 1994 году удалось подчеркнуть изящество цветового решения и притягательность взгляда девушки, направленного на зрителя. По совету Виктора де Стюра, который много лет настойчиво боролся за сохранение на родине художника его редких полотен, А. А. дес Томбе приобрёл картину на аукционе в Гааге в 1881 году всего лишь за два гульдена и тридцать центов. Картина находилась в плачевном состоянии. У дес Томбе не было наследников, и он подарил «Девушку с жемчужной серёжкой» вместе с несколькими другими картинами музею Маурицхёйс в 1902 году.
В 1937 году объявилась очень похожая картина, которую тоже приписывали Вермееру. Её передал в Национальную галерею искусств в Вашингтоне коллекционер Эндрю У. Меллон. Сейчас она считается подделкой под Вермеера, которую в начале XX века написал копиист Тео ван Вейнгарден, друг Хана ван Мегерена.
27 октября 2022 года двое активистов движения Just Stop Oil выбрали картину объектом своей акции протеста: один мужчина пытался приклеиться к картине лбом, тогда как второй облил сообщника красной жидкостью, после чего приклеил свою руку к стене рядом и обратился к собравшимся с вопросом, как они себя чувствуют, когда что-то прекрасное уничтожается на их глазах. Очевидцы случившегося подвергли активистов обструкции. Как и в предыдущих подобных случаях в Лондоне, Дрездене и Потсдаме, полотно не пострадало, так как было закрыто антивандальным стеклом.

## В массовой культуре
- В 2003 году по одноимённому роману Трейси Шевалье был снят художественный фильм «Девушка с жемчужной серёжкой», в котором гипотетически восстановлена история создания полотна в контексте биографии и семейной жизни Вермеера.
- В фильме «Одноклассницы» (St Trinian’s) 2007 г. школьницы похищают картину «Девушка с жемчужной серёжкой» из Лондонской национальной галереи.
- В 2013 году компанией LEGO в наборе 60008 «Ограбление музея» картина изображена в стилистике LEGO.
- В 2014 году английский андерграундный художник Бэнкси создал пародию картины в стиле граффити на стене одного из зданий Бристоля. Вместо серёжки у девушки был нарисован будильник. Фото стены здания с изображением графитти было опубликовано на сайте художника под названием «Девушка с пирсингом барабанной перепонки»[5].
- Картина присутствует в повести Эдуарда Веркина с одноимённым названием (вышла в 2021 году)[6].